# 蘇萊峰
45°13′51.6″N 07°08′13.2″E / 45.231000°N 7.137000°E

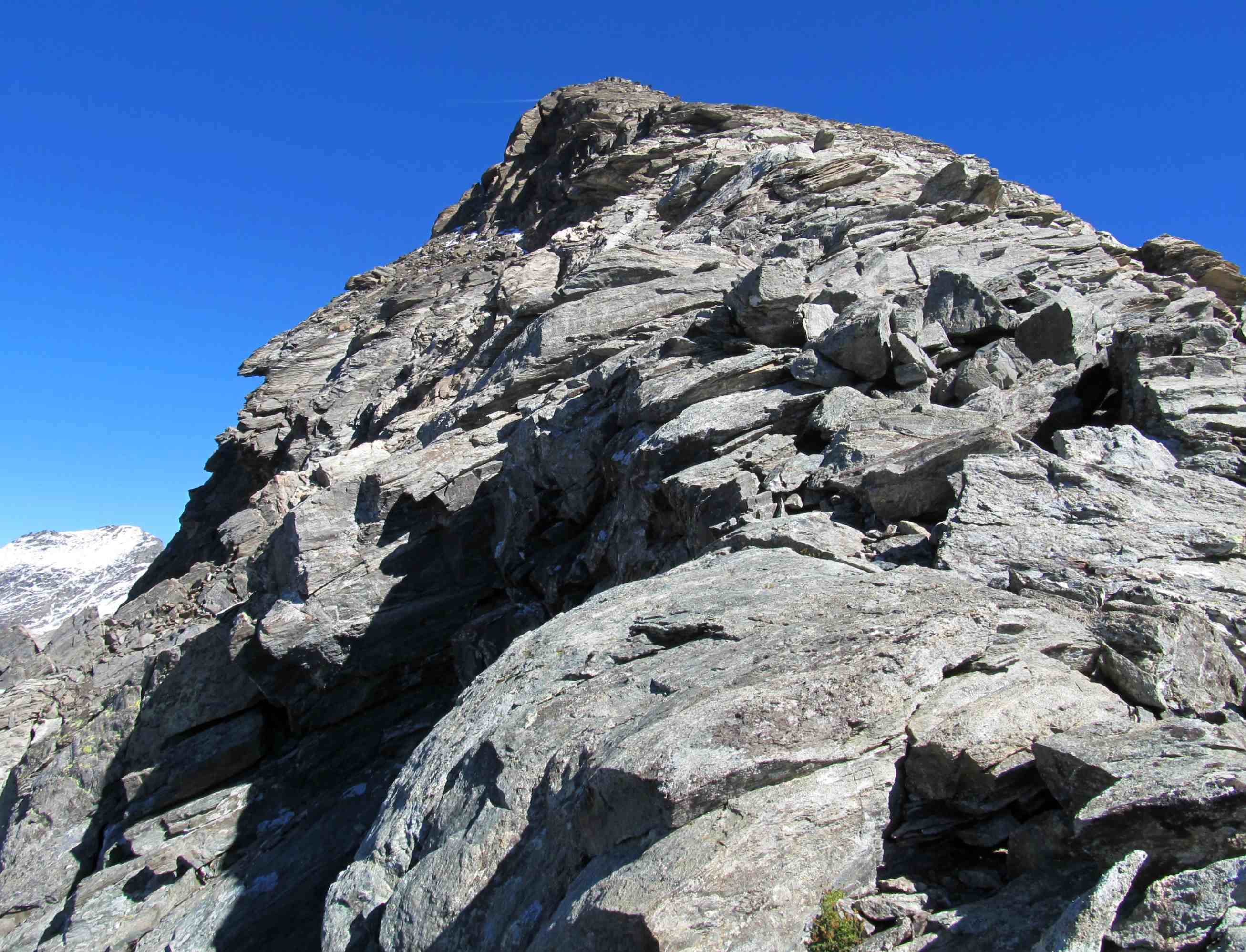

蘇萊峰（義大利語：Punta Sulè），是意大利的山峰，位於該國西北部，由皮埃蒙特大區負責管轄，屬於格拉耶山的一部分，海拔高度3,384米，人類在1880年8月16日首次登頂。